# Heksenbezem

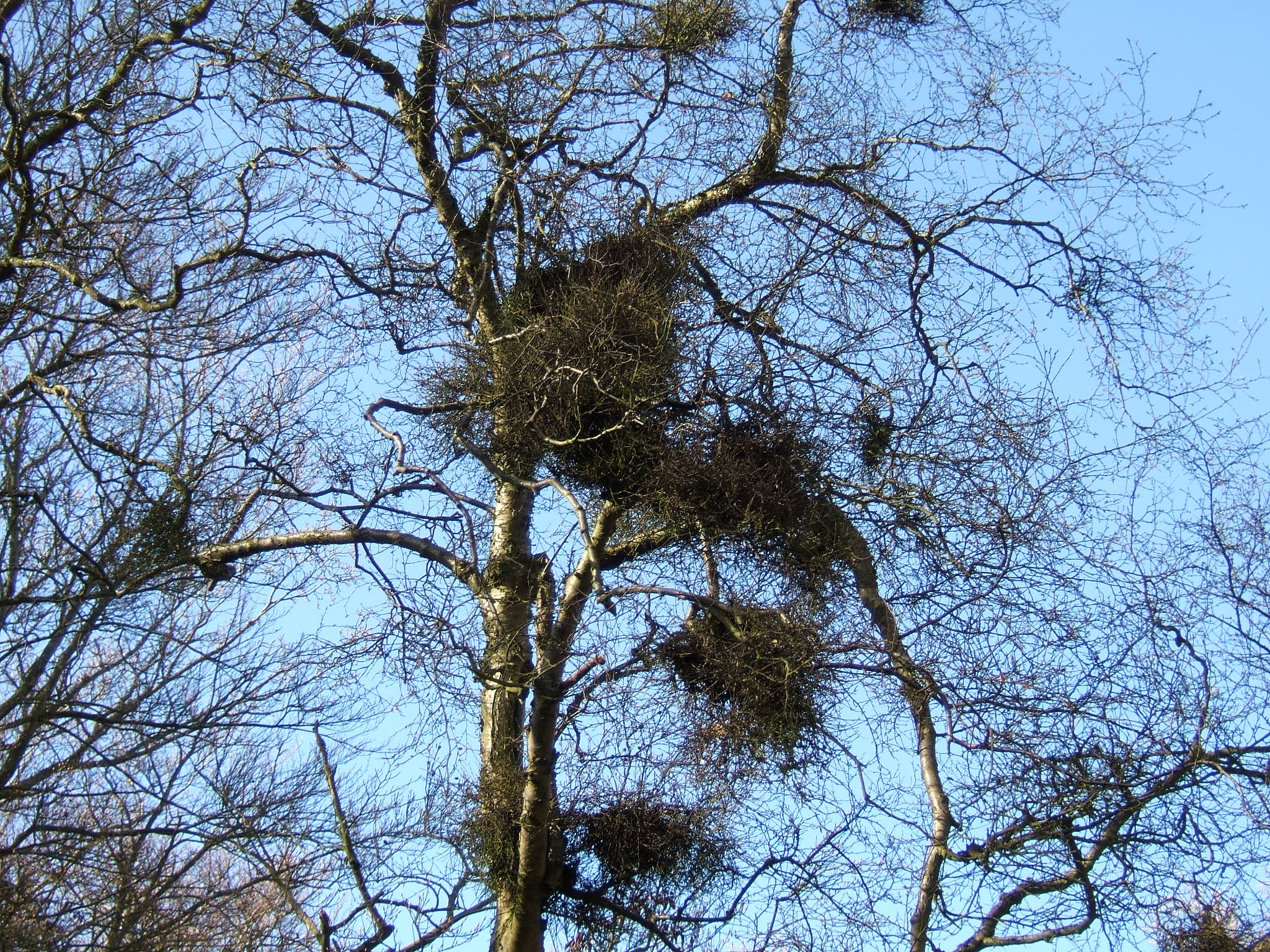
Heksenbezem (Betula pubescens met Taphrina betulina)

Een heksenbezem is een vorm van woekering bij planten, waarbij uit een enkele groeitop zich een groot aantal groeitoppen ontwikkelt. De ziekte komt in veel verschillende plantensoorten voor en kan veroorzaakt worden door verschillende organismen. Meestal zijn dat Mycoplasma 's, soms schimmels.
In Nederland zijn heksenbezems vaak in berkenbomen (Betula pendula) te zien. De aangetaste boom maakt in een enkele tak een groot aantal zijtakjes, zodat met name in de herfst en winter een opvallende dichtere structuur in het silhouet van de boom te zien is. Deze afwijking wordt veroorzaakt door de schimmel Taphrina betulina (synoniem: Exoascus betulini). Men zou de ziekte bij oppervlakkige beschouwing voor een vogelnest kunnen houden. Aangetaste bomen kunnen een tot soms tientallen aangedane takken hebben. 
Sinds het eind van de jaren 1990 komen heksenbezems in Zuid-Nederland in toenemende mate voor in appelbomen. Hier is de oorzaak aantasting door fytoplasmen. Overdracht kan gebeuren door enten van een aangetaste boom te gebruiken en door de cicade Fiebriella florii.
In een vroeg stadium van de aantasting kan volstaan worden met het wegsnoeien van de aangetaste takken. Deze moeten vervolgens worden verbrand of afgevoerd. Omdat de ziekte ten koste van de opbrengst gaat, worden in de intensieve fruitteelt de aangetaste bomen gerooid. Bij ernstige aantasting wordt geadviseerd de stomp uit te graven of in te smeren met glyfosaat.

## Bijgeloof
In het bijgeloof houdt een bezem bij de deur kwade geesten/kwaadwillenden buiten. 
Het Duitse woord voor heksenbezem is Mahrenest, mare betekent nachtelijke kwelgeest, spook of heks (zie ook nachtmerrie, Morrigan -koningin van de maren- en maretak).

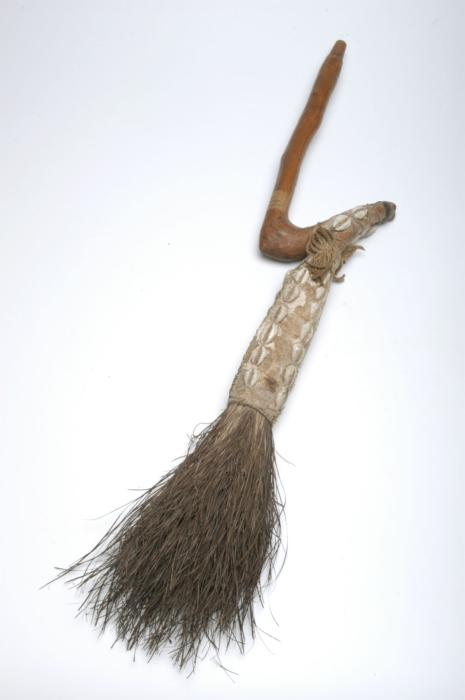
Magische bezem van een obiaman of bonuman (een ritueelspecialist) wordt gebruikt om boze geesten weg te 'vegen' tijdens rituele dansen. Wereldmuseum Amsterdam
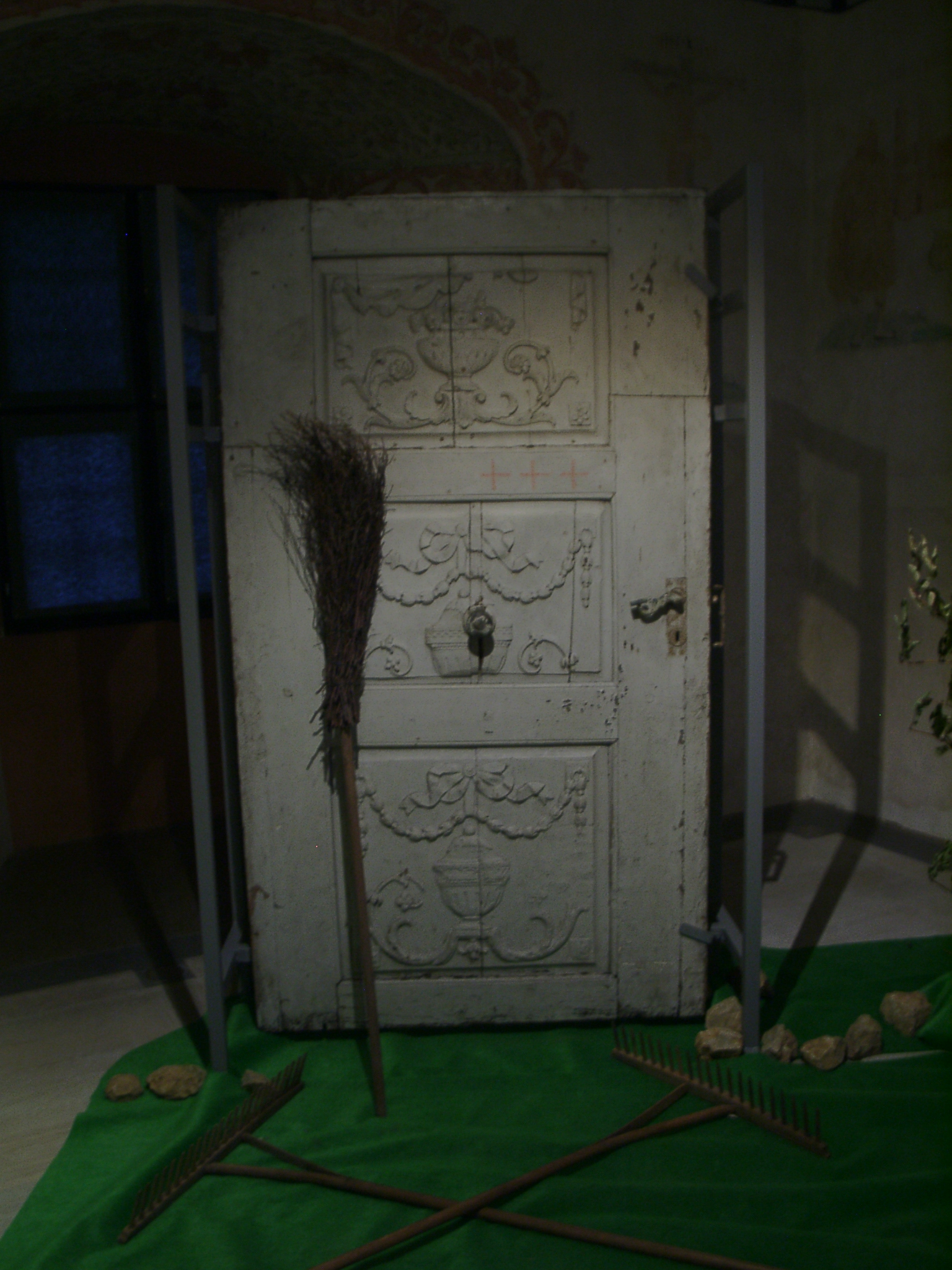
Een bezem met de steel naar beneden bij de deur; bescherming tegen heksen. Museum Forchheim